# Giordano Forzatè
Giordano Forzatè (Padova, 1158 circa – Venezia, 7 agosto 1248) è stato un religioso italiano, venerato come beato dalla Chiesa cattolica.
Proveniva da un ramo della famiglia Transalgardi, i Forzatè conti di Montemerlo, esponenti della vita politica del comune di Padova e vassalli del vescovo locale.
È citato per la prima volta in un documento del 1203, relativo alla risoluzione di una vertenza tra i canonici di Padova e la famiglia Steno di cui fu testimone. Nello stesso è ricordato come monaco benedettino.
Come attestato dagli scritti del periodo successivo, ebbe ruoli di primo piano sia negli affari dell'aristocrazia, sia in quelli del clero. Forse fu decretorum doctor e la sua fama si accrebbe talmente che papa Innocenzo III lo volle vescovo di Ferrara, essendo morto Uguccione da Pisa nel 1211. Ma il Forzatè rinunciò alla carica, proseguendo il suo operato nella vita pubblica cittadina.
Fu delegato apostolico sia nel 1213-1214 quando, in occasione delle dimissioni di Gerardo Offreducci da Marostica, tentò senza successo di far eleggere vescovo un monaco benedettino; ebbe comunque un ruolo determinante nella nomina di Giordano. Rivestì lo stesso ruolo nel 1229, durante l'elezione di Giacomo di Corrado.
A partire dal 1213 è citato come priore del monastero di San Benedetto, dove fondò l'Ordo monachorum alborum Sancti Benedicti de Padua, meglio noto come movimento degli "albi". Si trattava di una sorta di "monachesimo comunale", i cui appartenenti erano vicinissimi alla società padovana. Nel 1224 dagli albi nacque una vera e propria congregazione approvata dal vescovo e sostenuta anche dai priori di altri sei monasteri padovani.
In seguito il Forzatè e il suo movimento furono influenzati dagli ordini mendicanti. Fu infatti testimone alle donazioni di terre fatte ai domenicani nel 1226 e partecipò, accanto al vescovo di Padova, al processo di canonizzazione di sant'Antonio.

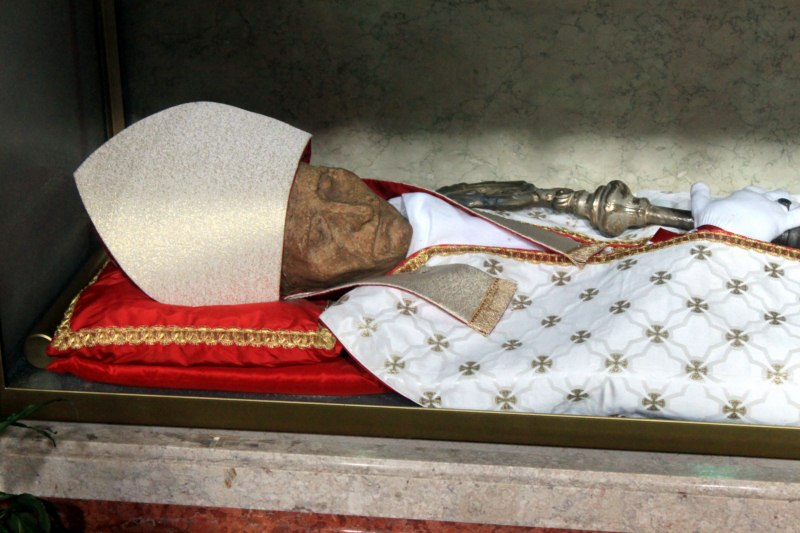
Il corpo del beato Giordano Forzatè.

Il prestigio di cui godeva nella vita religiosa locale è dimostrato anche dai numerosi testamenti redatti in suo favore e dal suo coinvolgimento nella conversione di Beatrice I d'Este, figlia di Azzo VI.
Nel 1237 Ezzelino III da Romano lo fece imprigionare con l'accusa di avere tramato per la sua caduta. Fu liberato due anni più tardi dall'imperatore Federico II che lo fece fuggire a Venezia, dove rimase fino alla morte.
Il suo corpo incorrotto riposa nella chiesa di San Benedetto Vecchio a Padova.